# 五月二十五日縣 (內格羅河省)

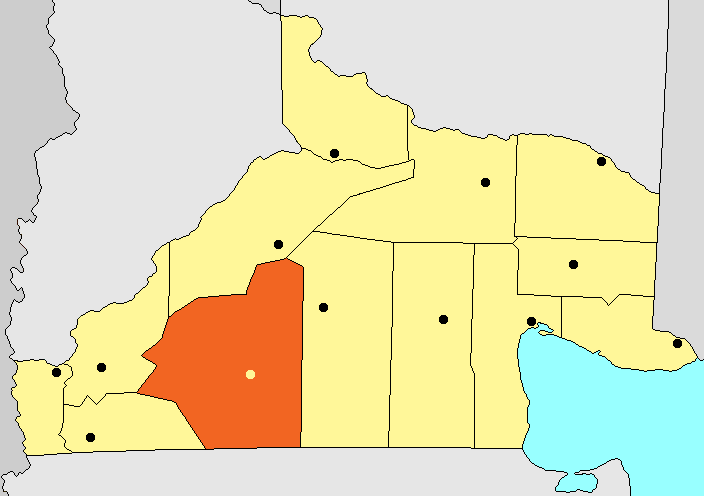

41°14′58″S 68°42′8″W / 41.24944°S 68.70222°W
五月二十五日縣（西班牙語：Departamento Veinticinco de Mayo），是阿根廷的縣份，位於該國中部內格羅河省，首府設於馬昆喬，面積27,106平方公里，2010年人口15,743，人口密度每平方公里0.6人。